# Ванцо, Витторио Мария
Граф Витторио Мария Ванцо (итал. Vittorio Maria Vanzo; 29 апреля 1862, Падуя — 13 декабря 1945, Милан) — итальянский дирижёр и музыкальный педагог. Муж певицы Анны Крибель.
Начал учиться музыке в своём родном городе. С девятилетнего возраста выступал в Венеции как пианист-аккомпаниатор. Окончил Миланскую консерваторию (1881) по классу композиции, ученик Антонио Баццини, Антонио Анджелери и Стефано Ронкетти-Монтевити. После этого некоторое время работал концертмейстером в школе пения Феличе Варези.
Ванцо наиболее известен как пропагандист немецкой музыки в Италии, начиная с 1883 г., когда совсем ещё юношей дирижировал «Лоэнгрином» в Парме (в оркестре играл на виолончели 16-летний Артуро Тосканини). С его именем, в частности, связаны итальянские постановки опер Рихарда Вагнера, в том числе первая итальянская «Валькирия» (1891, Турин); об этой деятельности Ванцо с восхищением отзывался Габриэле д’Аннунцио, называвший постановку «Тристана и Изольды» в Равенне высшим музыкальным впечатлением своей жизни. В 1896—1897 гг. Ванцо был штатным дирижёром миланского театра Ла Скала, на сцене которого впервые поставил «Гибель богов», а также возобновил оперу Джузеппе Верди «Дон Карлос»; обе постановки, однако, считаются провалившимися. После этого Ванцо в 1897—1898 гг. работал в Москве, затем в Буэнос-Айресе, потом вернулся в Италию. Помимо Вагнера, с его именем связан ряд постановок опер Джакомо Пуччини.
Изредка Ванцо продолжал выступать как пианист, исполнял сочинения Эдварда Грига и Исаака Альбениса, аккомпанировал своей жене Анне Крибель. Ему принадлежит также ряд собственных фортепианных пьес.
После 1906 г. Ванцо полностью отказался от дирижёрской деятельности, сосредоточившись, прежде всего, на педагогике и открыв в Милане вокальную школу. Среди учеников Ванцо, в частности, Ина Мария Феррарис, Рихард Шуберт, Мария Фукс. Занимались у Ванцо и русские исполнители: Лидия Липковская, Зоя Лодий, Лидия Бабич, Георгий Бакланов. Согласно воспоминаниям Липковской,

Он был перегружен желающими учиться, к нему приезжали совершенствоваться певцы из самых отдалённых стран, как Америка и Австралия. Он любил русских и русское искусство, и только благодаря этому я попала к нему в класс. <…> Маэстро Ванцо был очень строг со всеми, особенно что касается «belcanto». Не так легко мне было на его уроках, он часто свирепел, когда гамма или даже ничтожное группетто не выходило гладко, чётко, он не прощал — добивался хорошего исполнения и не раз раздражённо замечал: «Надо петь по-итальянски музыку Россини, а не по-русски», и часто я уходила вся в слезах, подымая клавир с полу у порога, который был брошен им в пылу раздражения. <…> Все мои оперы (все роли) были пройдены со строгим маэстро и стоили мне горьких слёз и страданий, зато на какой бы сцене я ни была, я смело и гордо представляла моё искусство пения, не колеблясь ни на секунду в том, что я делаю так, как надо.

Именем Ванцо названа улица (итал. Via Vittorio Vanzo) в городке Вестенанова.